# La riviere de notre enfance
La riviere de notre enfance – singiel Garou i Michela Sardou z 2004 r. Piosenka pochodzi z albumu Du Plaisir francuskiego artysty, znalazła się także na specjalnym wydaniu albumu Reviens. Autorem piosenki jest Didier Barbelivien. Singiel największy sukces fonograficzny odniósł we Francji. Uzyskał pierwsze miejsce na liście Top 50 i został certyfikowany Złotą Płytą.